# Persone di cognome Keller
| Questa pagina contiene informazioni ricavate automaticamente dalle voci biografiche con l'ausilio del template Bio e di un bot. L'aggiornamento è periodico e automatico e ricostruisce completamente la pagina. Se manca una persona in questa lista, sei pregato di non aggiungerla, ma accertati piuttosto che la sua voce biografica contenga il template Bio e che i dati anagrafici siano correttamente compilati. Se il template Bio manca, inseriscilo tu stesso o, in alternativa, metti l'avviso {{tmp\|Bio}} che ne segnala la mancanza. Se i dati riportati sono sbagliati, correggi direttamente la voce biografica; le modifiche saranno visibili in questa lista entro pochi giorni. Per chiarimenti vedi il progetto antroponimi. La lista contiene solo le 78 persone che sono citate nell'enciclopedia e per le quali è stato implementato correttamente il template Bio. Pagina aggiornata al 7 ago 2025. |

Questa è una lista di persone presenti nell'enciclopedia che hanno il cognome Keller, suddivise per attività principale.

## Allenatori di calcio(3)
- Jens Keller, allenatore di calcio e ex calciatore tedesco (Stoccarda, n. 1970)
- Kasey Keller, allenatore di calcio e ex calciatore statunitense (Lacey, n. 1969)
- Stephan Keller, allenatore di calcio e ex calciatore svizzero (Zurigo, n. 1979)

## Archivisti(1)
- Ludwig Keller, archivista e storico tedesco (Fritzlar, n. 1849 - Berlino, † 1915)

## Attori(1)
- Mark Keller, attore e cantante tedesco (Überlingen, n. 1965)

## Attori pornografici(1)
- Colby Keller, attore pornografico, modello e artista statunitense (Ypsilanti, n. 1980)

## Attrici(7)
- Greta Keller, attrice austriaca (Vienna, n. 1903 - † 1977)
- Heide Keller, attrice e sceneggiatrice tedesca (Düsseldorf, n. 1939 - Bonn, † 2021)
- Inge Keller, attrice tedesca (Friedenau, n. 1923 - Berlino, † 2017)
- Marthe Keller, attrice e regista teatrale svizzera (Basilea, n. 1945)
- Mary Page Keller, attrice statunitense (Monterey Park, n. 1961)
- Melissa Keller, attrice e modella statunitense (Long Lake, n. 1979)
- Rachel Keller, attrice statunitense (Los Angeles, n. 1992)

## Aviatori(1)
- Guido Keller, aviatore italiano (Milano, n. 1892 - Otricoli, † 1929)

## Bobbisti(1)
- Domenic Keller, ex bobbista svizzero

## Calciatori(10)
- Curt Keller, calciatore francese (Strasburgo, n. 1918 - Albi, † 1992)
- Ferdinand Keller, calciatore tedesco (Monaco di Baviera, n. 1946 - Steinebach, † 2023)
- Fritz Keller, calciatore francese (Strasburgo, n. 1913 - Strasburgo, † 1985)
- József Keller, ex calciatore ungherese (Nagykanizsa, n. 1965)
- Kipp Keller, calciatore statunitense (Saint Louis, n. 2000)
- Marvin Keller, calciatore svizzero (Londra, n. 2002)
- Rotem Keller, calciatore israeliano (Hadera, n. 2002)
- Sander Keller, ex calciatore olandese (Amsterdam, n. 1979)
- Thomas Keller, calciatore tedesco (Monaco di Baviera, n. 1999)
- Tore Keller, calciatore svedese (Norrköping, n. 1905 - † 1988)

## Calciatrici(1)
- Marina Keller, calciatrice svizzera (Richterswil, n. 1984)

## Cestiste(2)
- Annamária Keller, ex cestista ungherese (Pécs, n. 1977)
- Žanna Keller, ex cestista russa (Dzeržinsk, n. 1971)

## Cestisti(7)
- Billy Keller, ex cestista e allenatore di pallacanestro statunitense (Indianapolis, n. 1947)
- Ken Keller, cestista statunitense (Brooklyn, n. 1922 - New York, † 1983)
- Dietrich Keller, ex cestista tedesco (Magonza, n. 1943)
- Gary Keller, ex cestista statunitense (Elizabeth, n. 1944)
- Jack Keller, cestista statunitense (Fort Wayne, n. 1922 - Fort Wayne, † 2012)
- John Keller, cestista statunitense (Page City, n. 1928 - Great Bend, † 2000)
- Ákos Keller, cestista ungherese (Székesfehérvár, n. 1989)

## Combinatisti nordici(1)
- Franz Keller, ex combinatista nordico tedesco (n. 1945)

## Compositori di scacchi(1)
- Michael Keller, compositore di scacchi tedesco (Remscheid, n. 1949)

## Dirigenti sportivi(1)
- Marc Keller, dirigente sportivo e ex calciatore francese (Colmar, n. 1968)

## Filologi(1)
- Christoph Keller, filologo tedesco (Smalcalda, n. 1634 - Halle, † 1707)

## Generali(1)
- Alfred Keller, generale tedesco (Bochum, n. 1882 - Berlino, † 1974)

## Giocatori di baseball(1)
- Mitch Keller, giocatore di baseball statunitense (Cedar Rapids, n. 1996)

## Giocatori di football americano(1)
- Dustin Keller, ex giocatore di football americano statunitense (Lafayette, n. 1984)

## Giocatori di poker(1)
- Jack Keller, giocatore di poker statunitense (n. 1942 - Tunica, † 2003)

## Giornaliste(1)
- Amanda Keller, giornalista, conduttrice televisiva e personaggio televisivo australiana (Sydney, n. 1962)

## Hockeiste su prato(1)
- Natascha Keller, ex hockeista su prato tedesca (Berlino Ovest, n. 1977)

## Hockeisti su ghiaccio(1)
- Ronny Keller, ex hockeista su ghiaccio svizzero (Volketswil, n. 1979)

## Hockeisti su prato(1)
- Erwin Keller, hockeista su prato tedesco (Concepción, n. 1905 - Berlino Ovest, † 1971)

## Insegnanti(1)
- James A. Keller, insegnante, filosofo e teologo statunitense (Pittsburgh, n. 1939 - Spartanburg, † 2016)

## Inventori(1)
- Friedrich Gottlob Keller, inventore tedesco (Hainichen, n. 1816 - Krippen, † 1895)

## Matematici(1)
- Joseph Keller, matematico statunitense (Paterson, n. 1923 - Palo Alto, † 2016)

## Nuotatori(2)
- Christian Keller, ex nuotatore tedesco (Essen, n. 1972)
- Klete Keller, ex nuotatore statunitense (Las Vegas, n. 1982)

## Pallanuotisti(1)
- Heinrich Keller, pallanuotista svizzero

## Pattinatori di velocità su ghiaccio(1)
- Erhard Keller, ex pattinatore di velocità su ghiaccio tedesco occidentale (Günzburg, n. 1944)

## Piloti automobilistici(1)
- Al Keller, pilota automobilistico statunitense (Alexander, n. 1920 - Phoenix, † 1961)

## Pittori(3)
- Albert von Keller, pittore svizzero (Gais, n. 1844 - Monaco di Baviera, † 1920)
- Deane Keller, pittore e militare statunitense (New Haven, n. 1901 - Hamden, † 1992)
- Ferdinand Keller, pittore tedesco (Karlsruhe, n. 1842 - Baden-Baden, † 1922)

## Pittrici(1)
- Elisabetta Keller, pittrice svizzera (Monza, n. 1891 - San Francisco, † 1969)

## Politiche(2)
- Fabienne Keller, politica francese (Sélestat, n. 1959)
- Ska Keller, politica tedesca (Guben, n. 1981)

## Politici(4)
- Fred Keller, politico statunitense (Page, n. 1965)
- Konrad Keller, politico, imprenditore e agricoltore svizzero (Walzenhausen, n. 1876 - Walzenhausen, † 1952)
- Ric Keller, politico statunitense (Johnson City, n. 1964)
- Stephan Keller, politico tedesco (Aquisgrana, n. 1970)

## Presbiteri(1)
- James Keller, presbitero e missionario statunitense (Oakland, n. 1900 - New York, † 1977)

## Psicologi(2)
- Franz Keller, psicologo, attivista e scrittore svizzero (n. 1913 - † 1991)
- Fred Keller, psicologo e pedagogista statunitense (Rural Grove, n. 1899 - Chapel Hill, † 1996)

## Registi(1)
- Harry Keller, regista, montatore e produttore cinematografico statunitense (Los Angeles, n. 1913 - Los Angeles, † 1987)

## Scrittori(2)
- Gottfried Keller, scrittore e poeta svizzero (Zurigo, n. 1819 - Zurigo, † 1890)
- Werner Keller, scrittore e saggista tedesco (Nutha, n. 1909 - Ascona, † 1980)

## Scrittrici(1)
- Helen Keller, scrittrice, attivista e insegnante statunitense (Tuscumbia, n. 1880 - Easton, † 1968)

## Sociologi(1)
- Albert Galloway Keller, sociologo statunitense (Springfield, n. 1874 - New Haven, † 1956)

## Soprani(1)
- Sophie Keller, soprano danese (Copenaghen, n. 1850 - Copenaghen, † 1929)

## Storici(1)
- Hagen Keller, storico e diplomatista tedesco (Friburgo in Brisgovia, n. 1937)

## Tenniste(1)
- Audra Keller, ex tennista statunitense (Macon, n. 1971)

## Teologi(1)
- Timothy J. Keller, teologo e saggista statunitense (Allentown, n. 1950 - New York, † 2023)

## Velocisti(1)
- Martin Keller, velocista tedesco (Rochlitz, n. 1986)